# 品川翔英小学校
品川翔英小学校（しながわしょうえいしょうがっこう）は、東京都品川区西大井一丁目にある私立小学校。男女共学。2020年度に小野学園小学校から改称した。

## 沿革
- 1948年 - 大井小学校の設立認可
- 1952年 - 大井小学校として開校 学校長に小野時男就任
- 1957年 - 小野学園小学校と改称
- 1963年 - 室内温水プール、第2体育館落成
- 1966年 - 山中湖畔に小野学園山中湖寮及びグラウンド新設
- 1993年 - 制服変更
- 2001年 - 中央棟校舎完成
- 2002年 - 学校長に小野ミヅヱ就任
- 2003年 - 南棟新校舎完成
- 2004年 - 北棟新校舎完成
- 2007年 - 学校長に小野時英就任
- 2009年 - 校庭を全面天然芝化
- 2012年 - 80周年記念講堂、第1体育館落成
- 2020年 - 品川翔英小学校に改称

## 交通
- JR京浜東北線・東京臨海高速鉄道りんかい線・東急大井町線大井町駅 徒歩10分
- JR横須賀線・湘南新宿ライン西大井駅 徒歩5分
- 東急バス大井本通り 徒歩5分
- 希望者はスクールバスによる通学が可能[1]。

## 年間行事
- 4月 - 始業式・入学式・対面式・新入生歓迎小運動会
- 5月 - 林間学校（山中湖セミナーハウス）
- 6月 - 日曜授業参観・同窓会
- 7月 - 終業式・個別面談
- 8月 - 登校日
- 9月 - 始業式・防災訓練・秋季大運動会
- 10月 - 志ら梅祭
- 11月 - 入学選考・音楽会・授業参観
- 12月 - 縄跳び大会・終業式・個別面談
- 1月 - 始業式・授業参観
- 2月 - 送別学芸会
- 3月 - ピアノ教室発表会・卒業証書授与式・謝恩会・修了式